# Waku Waku Sonic Patrol Car
Waku Waku Sonic Patrol Car est un jeu vidéo sorti uniquement sur borne d'arcade. Il s'agit du tout premier jeu d'arcade Sonic.

## Système de jeu
Le joueur contrôle une voiture de police. L'objectif est de rétablir l'ordre dans la ville en éliminant Robotnik. Sonic se déplace dans son véhicule que l'on dirige avec un volant.